# Aleluia (1929)
Aleluia (Hallelujah, no original em inglês) é um filme norte-americano de 1929, do gênero drama, dirigido por King Vidor  e estrelado por Daniel L. Haynes e Nina Mae McKinney.

## Produção
Um dos mais imaginativos entre os primeiros filmes sonoros, Aleluia foi rodado com um elenco inteiramente de negros, uma novidade entre os grandes estúdios na era sonora do cinema.
King Vidor tentou por anos, sem sucesso, obter permissão da MGM para produzir o filme, até que sujeitou-se a rodá-lo sem receber salário. Segundo Vidor, Nicholas Schenck, presidente da Loew's Inc., o braço distribuidor do estúdio, deu-lhe a autorização nos seguintes termos: "Se é assim que você quer, vou deixá-lo fazer um filme sobre putas". Ao fim e ao cabo, ao passar por cima de um tabu que imperava em Hollywood, a MGM viu-se com um produto quase tão revolucionário quanto o advento do som.
Vidor rodou seu primeiro filme sonoro em locações no Tennessee -- como se fosse um filme mudo, pois os equipamentos da época ainda não estavam preparados para funcionar a contento em cenas externas. Diálogos e música foram acrescentados no estúdio, um árduo trabalho de sincronização que resultou em ataque de nervos para o montador.
Baseado nas próprias recordações de seu Texas natal, Vidor fala de religião e pecado no Sul profundo e o faz com tanta habilidade que recebeu a segunda de suas cinco indicações ao Oscar de Melhor Diretor.
Em meio a canções folclóricas, a maioria de fundo religioso (os spirituals), Irving Berlin apresentou sua primeira composição para a MGM, Waiting the End of the Road.
O elenco, formado na maioria por amadores, não foi longe: muitos não atuaram em nenhuma outra produção, outros logo abandonaram a carreira. A jovem Nina Mae McKinney, o principal nome feminino, ganhou um contrato de cinco anos, mas o estúdio conseguiu-lhe somente dois papéis. Exceto aquelas especializadas em personagens subalternos (geralmente empregadas domésticas), como Hattie McDaniel e Butterfly McQueen, atrizes negras continuavam a ter dificuldades na Meca do Cinema.
Apesar dos receios do produtor Irving Thalberg, Aleluia foi um sucesso de crítica e de público. No início, exibidores do Sul (e alguns do Norte também) tentaram boicotar o filme, amedrontados com a possibilidade de que as salas fossem inundadas por negros. No entanto, uma rede independente deu visibilidade à película, de forma que logo as grandes cadeias passaram exibi-lo, para plateias de todas as cores.

## Sinopse
Zeke, meeiro nas lavouras de algodão, perde a cabeça, as economias e a dignidade por causa da bela Chick. Zeke vai embora, porém, salvo pela religião, volta como um eloquente pastor. Sua veemência resulta em muitos seguidores, inclusive Chick, mas ele agora está interessado em Missy Rose. Chick fará de tudo para tê-lo de volta.[carece de fontes?]

## Premiações
| Patrocinador                                  | Prêmio | Categoria                   | Situação |
| --------------------------------------------- | ------ | --------------------------- | -------- |
| Academia de Artes e Ciências Cinematográficas | Oscar  | Melhor Diretor              | Indicado |
| Film Daily                                    |        | Dez Melhores Filmes de 1929 | Vencedor |
| The New York Times                            |        | Dez Melhores Filmes de 1929 | Vencedor |

## Elenco
| Ator/Atriz           | Personagem               |
| -------------------- | ------------------------ |
| Daniel L. Haynes     | Zeke                     |
| Nina Mae McKinney    | Chick                    |
| William Fountaine    | Hot Shot                 |
| Harry Gray           | Parson                   |
| Fanny Belle DeKnight | Mammy                    |
| Everett McGarrity    | Spunk                    |
| Victoria Spivey      | Missy Rose               |
| Milton Dickerson     | Uma das crianças Johnson |
| Robert Couch         | Uma das crianças Johnson |
| Walter Tait          | Uma das crianças Johnson |